# Quạ thường
Quạ thường hay quạ thông thường (danh pháp hai phần: Corvus corax) là một loài chim thuộc họ Quạ phân bố khắp Bắc bán cầu, là loài quạ phân bố rộng rãi nhất. Có ít nhất 8 phân loài với bề ngoài ít khác nhau dù các nghiên cứu gần đây đã cho thấy khác biệt đáng kể về di truyền giữa các quần thể quạ ở các vùng khác nhau. Con quạ trưởng thành có kích thước dài 65 cm và cân nặng 1,2 kg. Quạ thường có tuổi thọ điển hình 10-15 năm dù có trường hợp thọ đến 40 năm đã được ghi nhận. Con non có thể bay thành đàn nhưng sau đó trưởng thành thì sống thành cặp và xác định một lãnh thổ riêng.
Quạ thường đã sống chung với con người qua hàng ngàn năm và ở vài khu vực chúng quá đông đến nỗi bị xem là loài gây hại. Một phần của sự thành công của chúng là nhờ chế độ ăn tạp của quạ thường, chúng là loài cơ hội trong việc tìm dinh dưỡng, ăn xác chết, côn trùng, hạt ngũ cốc, trái cây, động vật nhỏ, thức ăn thừa.

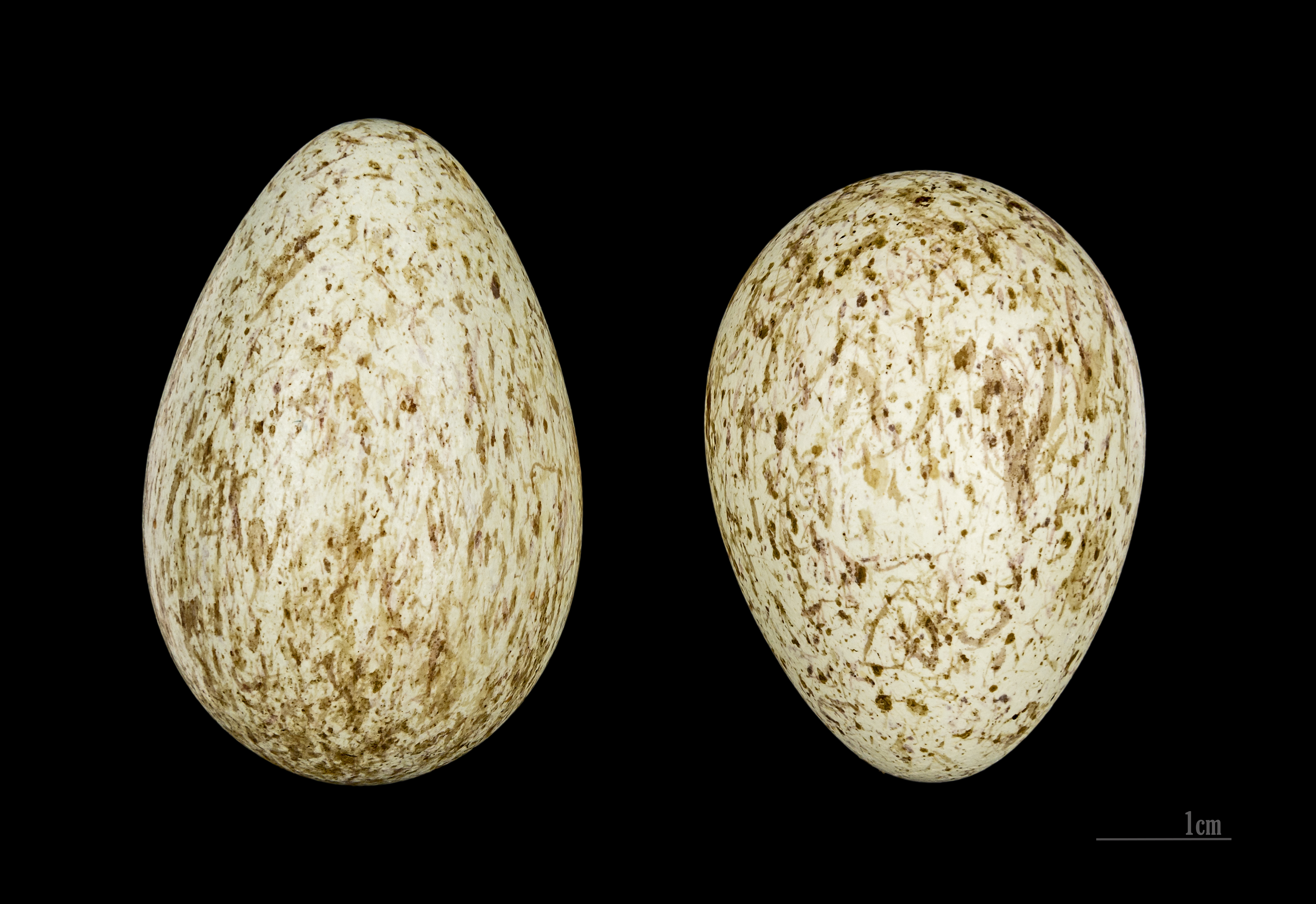
Corvus corax

## Phân loại
Các họ hàng gần nhất của quạ thường là quạ cổ nâu (C. ruficollis) và quạ khoang cổ (C. albus) ở châu Phi, và quạ Chihuahua (C. cryptoleucus) ở tây nam Bắc Mỹ. Trong khi một số tác giả công nhận tới 11 phân loài, các tác giả khác chỉ công nhận 8 phân loài:
- C. c. corax (nguyên chủng) sinh sống tại châu Âu tới hồ Baikal, về phía nam tới khu vực Kavkaz và miền bắc Iran. Nó có mỏ tương đối ngắn, uốn cong hình cung. Quần thể tại tây nam châu Âu (gồm cả quần đảo Balearic, Corse và Sardegna) có mỏ cong hơn và cánh ngắn hơn so với nguyên chủng "điển hình", vì thế một số tác giả tách nó ra thành phân loài riêng là C. c. hispanus[3].
- C. c. varius sinh sống tại Iceland và quần đảo Faroe. Nó ít bóng mượt hơn so với C. c. principalis hay nguyên chủng C. c. corax, trung bình về kích thước, phần cuống các lông cổ màu hơi trắng (không rõ từ xa). Một chủng biến hình về màu đã tuyệt chủng, chỉ thấy có trên quần đảo Faroe còn gọi là quạ khoang.

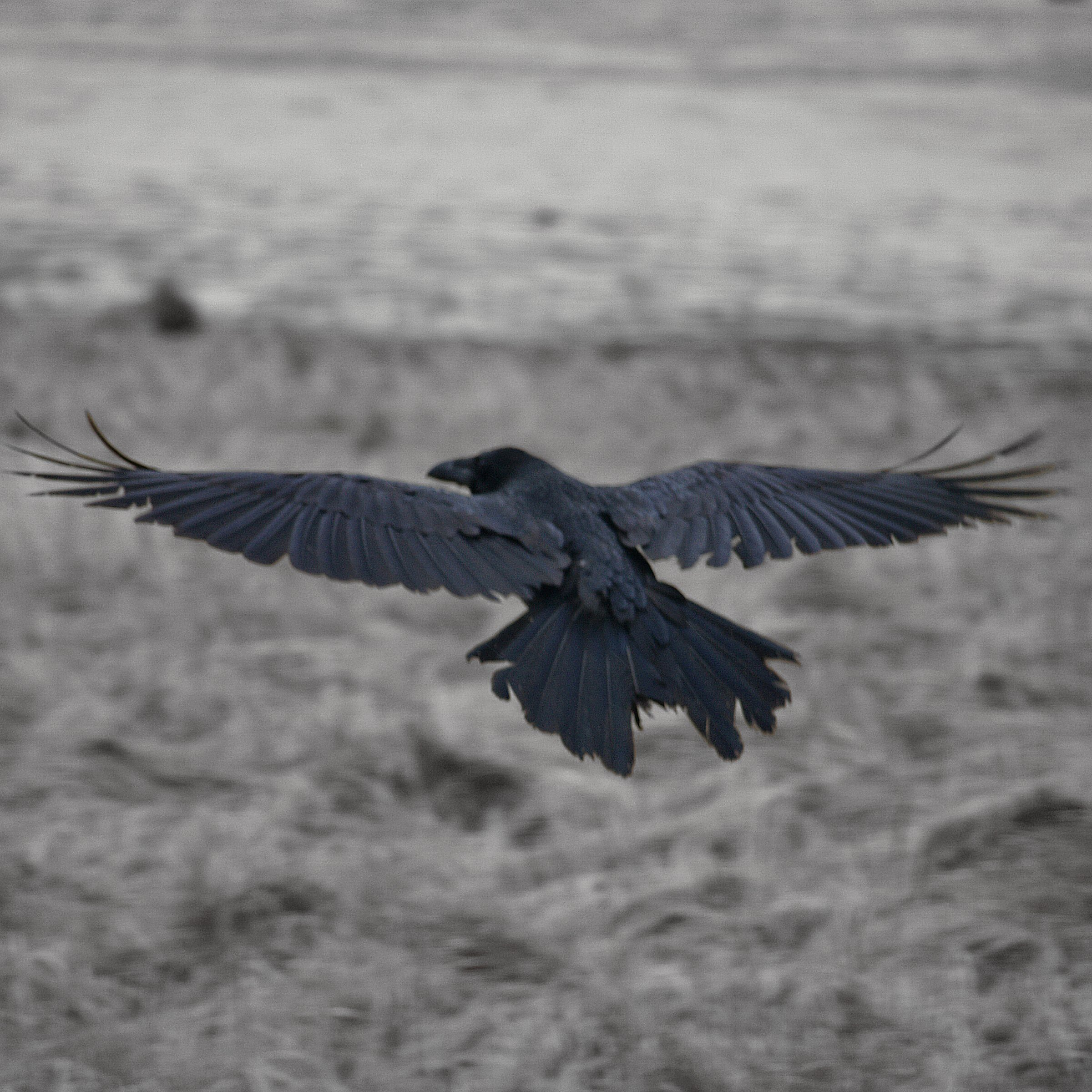
Phân loài Bắc Đại Tây Dương (C. c. varius) bay trên bầu trời Seltjarnarnes, Iceland

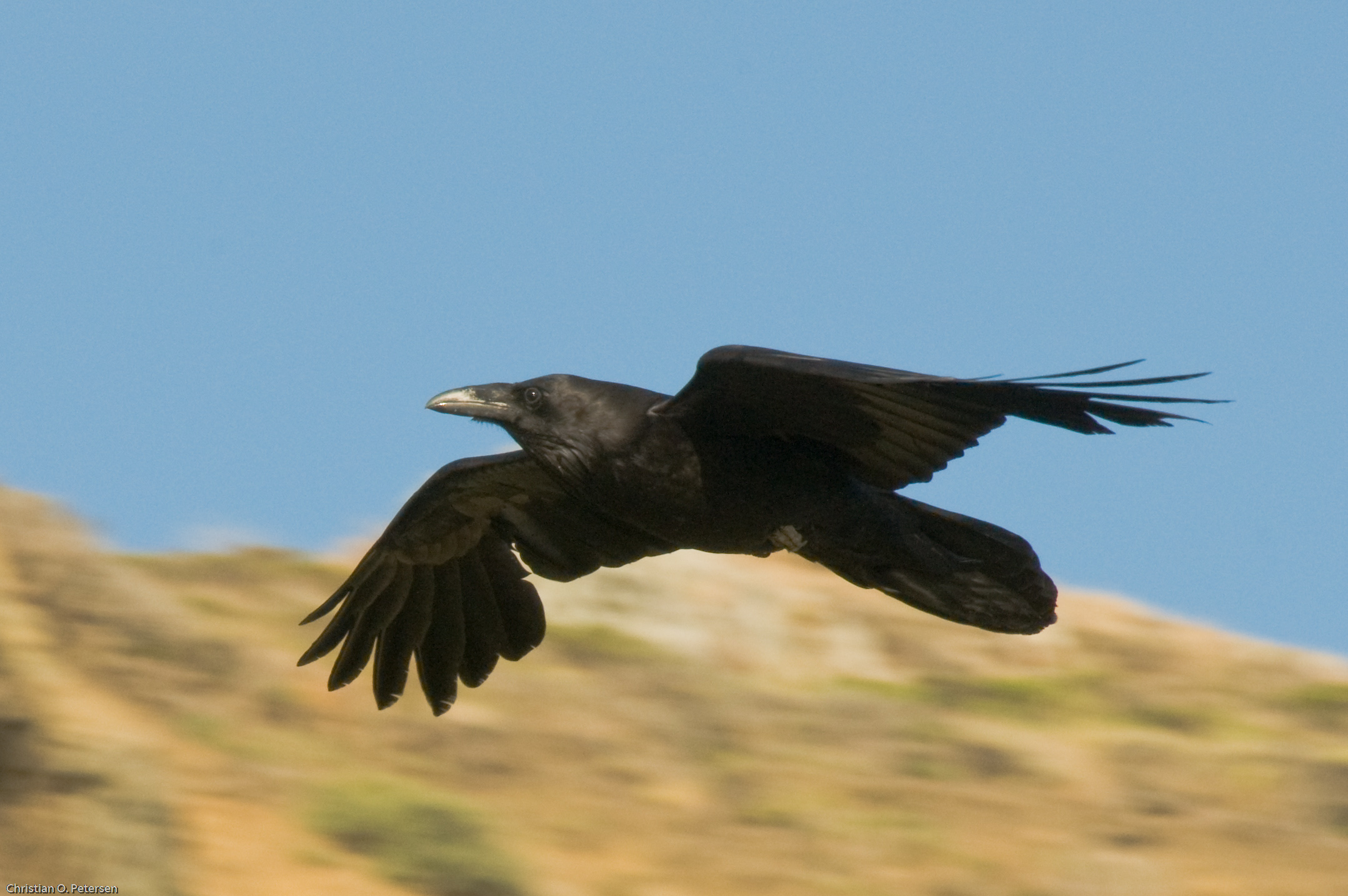
Phân loài Bắc Mỹ (C. c. principalis) bay tại Muir Beach ở Bắc California

- C. c. subcorax sinh sống từ Hy Lạp về phía đông tới tây bắc Ấn Độ, Trung Á và miền tây Trung Quốc, không có trong khu vực Himalaya. Lớn hơn dạng nguyên chủng, nhưng có các lông ở cổ họng tương đối ngắn. Bộ lông nói chung đen tuyền, mặc dù cổ và ngực có ánh nâu như của quạ cổ nâu; chỉ rõ nét hơn khi bộ lông đã xơ xác. Cuống các lông cổ thường gần như có màu hơi trắng (Tên gọi C. c. laurencei đôi khi dùng thay cho C. c. subcorax[3]. Phân loài này dựa trên quần thể tại Sindh, do Hume miêu tả năm 1873[5] và đôi khi được ưa thích hơn, do mẫu vật điển hình của C. c. subcorax do Nikolai Alekseevich Severtzov thu thập có thể là quạ cổ nâu[6])
- C. c. tingitanus sống ở Bắc Phi và quần đảo Canary. Nó là phân loài nhỏ nhất, với các lông cổ họng ngắn nhất và một bộ lông bóng mượt như bôi dầu. Mỏ ngắn nhưng to mập, và đường sống mỏ rất cong. Quạ ở Canary có màu nâu nhiều hơn của quạ ở Bắc Phi, làm cho một số tác giả tách chúng riêng ra, với quạ Bắc Phi là C. c. tingitanus còn quạ Canary là C. c. canariensis[3].
- C. c. tibetanus có mặt tại Himalaya. Nó là phân loài lớn nhất và bóng mượt nhất, với các lông cổ họng dài nhất. Mỏ lớn nhưng ít ấn tượng hơn so với mỏ của C. c. principalis, cuống các lông cổ có màu xám.
- C. c. kamtschaticus sinh sống tại đông bắc châu Á, chuyển dạng quá độ sang phân loài nguyên chủng tại khu vực hồ Baikal. Nó có kích thước là trung gian giữa C. c. principalis và C. c. corax và có mỏ to hơn và dày hơn khác biệt với của nguyên chủng.
- C. c. principalis sinh sống ở miền bắc Bắc Mỹ và Greenland. Nó có phần thân to lớn và mỏ to nhất, bộ lông rất bóng mượt và các lông cổ họng khá phát triển.
- C. c. sinuatus (quạ phương tây), sinh sống tại trung-nam Hoa Kỳ và Trung Mỹ. Nó là phân loài nhỏ hơn so với C. c. principalis và mỏ cũng hẹp hơn. Các quần thể tại tây nam Hoa Kỳ và tây bắc Mexico (gồm cả quần đảo Revillagigedo) là nhỏ nhất ở Bắc Mỹ. Chúng đôi khi được gộp trong C. c. sinuatus, nhưng đôi khi được tách ra thành phân loài C. c. clarionensis[3].

## Mô tả
Một con quạ thường trưởng thành đạt chiều dài từ 54 tới 67 cm, sải cánh từ 115 tới 130 cm. Các cân nặng được ghi nhận biến thiên từ 0.69 tới 2 kg (1.5 tới 4.4 lb), quạ thường là một trong những loài chim nặng nhất bộ Sẻ. Tại các khu vực lạnh như Himalayas và Greenland, chúng thường có kích thước cơ thể và mỏ lớn hơn, ngược lại, các cá thể sống ở vùng ấm áp thường nhỏ hơn. Một số đại diện cho sự biến thiên kích thước của loài này là quạ từ California nặng trung bình 784 g (1,728 lb), tại Alaska nặng trung bình 1.135 g (2,502 lb) và tại Nova Scotia nặng trung bình 1.230 g (2,71 lb). Mỏ lớn và hơi cong, chiều dài đường sống mỏ 5,7 đến 8,5 cm (2,2 đến 3,3 in), đây là một trong số các loài có mỏ to nhất bộ Sẻ (có lẽ chỉ có quạ mỏ dày có mỏ lớn hơn).

### Sách trích dẫn
- Goodwin D. (1983). Crows of the World. Queensland University Press, St Lucia, Qld. ISBN 0-7022-1015-3.
- John M. Marzluff (2005). In the Company of Crows and Ravens. Tony Angell. New Haven: Nhà in Đại học Yale. ISBN 0-300-10076-0.
- Savage, Candace (1995). Bird Brains: The Intelligence of Crows, Ravens, Magpies and Jays. Toronto: Douglas & McIntyre. ISBN 1-55054-189-7.